# Kecamatan Makmur
Kecamatan Makmur (indonesiska: Makmur) är ett distrikt i Indonesien.   Det ligger i provinsen Aceh, i den västra delen av landet, 1 700 km nordväst om huvudstaden Jakarta.